# Debadiha
Debadiha (nep. देवडिहा) – gaun wikas samiti w środkowej części Nepalu w strefie Dźanakpur w dystrykcie Dhanusa. Według nepalskiego spisu powszechnego z 2011 roku liczył on 1214 gospodarstw domowych i 7008 mieszkańców (3394 kobiety i 3614 mężczyzn).